# Dawid z Mirzyńca
Dawid z Mirzyńca (zm. w 1475) – polski doktor prawa kanonicznego, kanonik, oficjał w Płocku, bratanek Mikołaja z Mirzyńca.
W 1462 wstąpił na Akademię Krakowską na wydział sztuk, gdzie w 1468 uzyskał bakalaureat. Magistrem sztuk wyzwolonych został w 1471. Później przeniósł się do Płocka, w którym uzyskał stanowisko kanonika (prawdopodobnie po śmierci stryja Mikołaja).
Prawdopodobnie około 1463, z inicjatywy Mikołaja opiekującego się biblioteką kapitulną w Płocku, zapisał w łacińskim zbiorze kazań dwa wierszowane utwory w języku polskim: Rozmowa Mistrza Polikarpa ze Śmiercią i Skarga umierającego. Kodeks znajdował się dawniej w Bibliotece Seminaryjnej w Płocku (sygn. 91), obecnie jest zaginiony.
W tym samym kodeksie Dawid z Mirzyńca dał też dowód znajomości alfabetu hebrajskiego, umieszczając na karcie 333 zapisane tym alfabetem łacińskie wyrażenie scripte per Davidem. Jest to jeden ze starszych zachowanych śladów zainteresowania w Polsce językiem hebrajskim lub przynajmniej alfabetem hebrajskim (znajomość alfabetu nie świadczy tu jeszcze o znajomości samego języka hebrajskiego).